# Spirocyclistus maximus
Spirocyclistus maximus är en mångfotingart som först beskrevs av Linnaeus.  Spirocyclistus maximus ingår i släktet Spirocyclistus och familjen Spirostreptidae. Inga underarter finns listade i Catalogue of Life.